# Ulica Przepadek w Poznaniu
Ulica Przepadek w Poznaniu – ulica w północnej części centrum Poznania (Osiedle Stare Miasto). Dawniej tą nazwą określano również teren wokół ulicy. Na całej długości posiada kategorię drogi powiatowej.

## Historia
Droga w tym miejscu została wytyczona w 1907 roku jako Am Mühltor (Przy Bramie Młyńskiej). Pierwotnie w tym miejscu znajdował się staw oraz młyn należący do mniszek dominikańskich zw. katarzynkami. Miejsce to nazywano początkowo Trzepadko, co z kolei brało swoje źródło w słowie trzepać. Być może w ten sposób opisywano odgłos wydawany podczas uderzania mechanizmów młyna o wodę. Nazwa ta poświadczona jest w dokumentach średniowiecznych z XIII wieku. Pierwotna forma przekształciła się we współczesną Przepadek. Staw został zasypany w latach 30. XX wieku. Oficjalnie władze miejskie nadały obecną nazwę ulicy w 1924 roku.